# Els Bolkestein
Els Bolkestein (2. Juli 1932 in Amsterdam – 19. August 2021 in Berlin) war eine niederländische Opernsängerin der Stimmlage Sopran, später Gesangspädagogin.

## Leben und Werk
Els Bolkestein studierte Gesang bei Felix Hupka am Conservatorium van Amsterdam. 1960 begann ihre Karriere als Koloratursopranistin an der Niederländischen Oper von Amsterdam. Von 1961 bis 1965 zählte sie zu den Ensemblemitgliedern der Kompanie. 1963 gastierte sie als Gilda in Verdis Rigoletto in London. Zunehmend nahm sie auch lyrische Partien in ihr Repertoire auf. Sie ging nach Wien und nahm dort Unterricht bei Eva Hadrabová. In der Spielzeit 1965–66 gehörte sie der Wiener Kammeroper an, danach war sie eine Spielzeit lang am Stadttheater Luzern und zwei Spielzeiten am Landestheater Innsbruck verpflichtet. Walter Felsenstein holte sie 1969 an die Komische Oper Berlin, wo sie ihren ersten Erfolg als Titelheldin in Aida feierte. Diesem Haus blieb sie viele Jahre lang treu, konnte parallel dazu aber auch an anderen Opernhäusern gastieren – beispielsweise ab 1970 an der Staatsoper Unter den Linden, an der Oper Leipzig, an den Staatsopern von Dresden, Hamburg und München, beim Holland Festival oder in Tokio. Sie trat auch höchst erfolgreich an den Opernhäusern von Madrid, Kopenhagen, Warschau und Prag auf, weiters in Rio de Janeiro und in Buenos Aires. 
Sie war mit dem Berliner Arzt Carl-Albert Behrmann verheiratet und arbeitete ab den späten 1970er Jahren als Gesangspädagogin in Berlin. Zu ihren Schülern zählte der spätere Heldentenor Marco Jentzsch.

## Rollenspektrum
Ihr Repertoire war weit gespannt, es reichte von Mozart bis in die Gegenwart. Sie sang Donna Anna und Figaro-Gräfin, die Agathe in Webers Freischütz, Abigaille, Lady Macbeth, die Amelia im Maskenball, die Leonore in Macht des Schicksals und die Elisabeth im Don Carlos, Ortrud und Sieglinde in Wagner-Musikdramen sowie die Titelheldinnen in Puccinis Tosca und Madama Butterfly. Bolkestein war auch als Konzertsängerin gefragt. Beispielsweise übernahm sie das Gesangssolo in der 3. Sinfonie von Mikis Theodorakis.

## Quelle
- Kutsch/Riemens, 483